# Schoenomyzina fuscicosta
Schoenomyzina fuscicosta är en tvåvingeart som beskrevs av Malloch 1934. Schoenomyzina fuscicosta ingår i släktet Schoenomyzina och familjen husflugor. Inga underarter finns listade i Catalogue of Life.